# Filialkirche Neubau

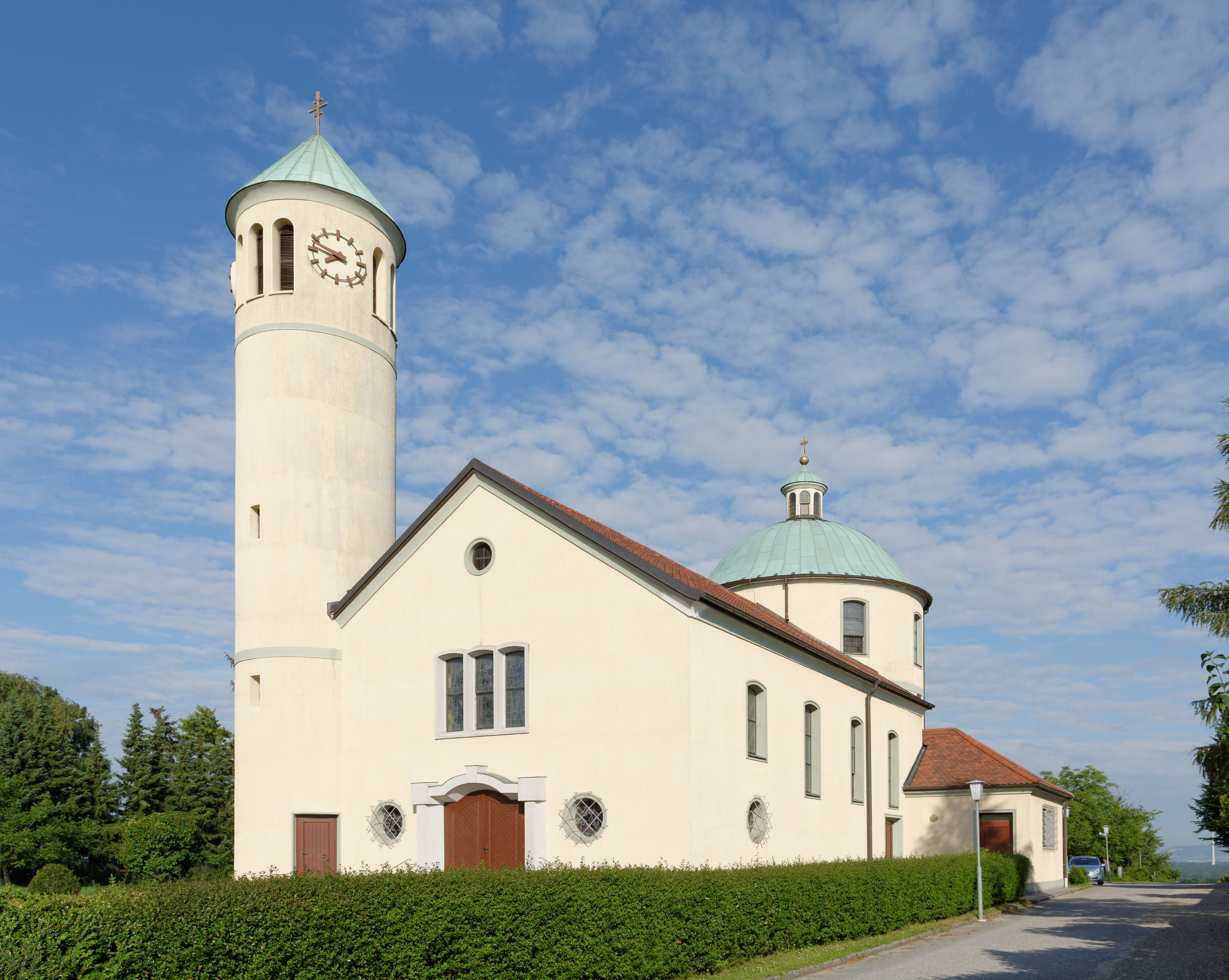
Kath. Pfarrkirche Heilige Dreifaltigkeit in Neubau

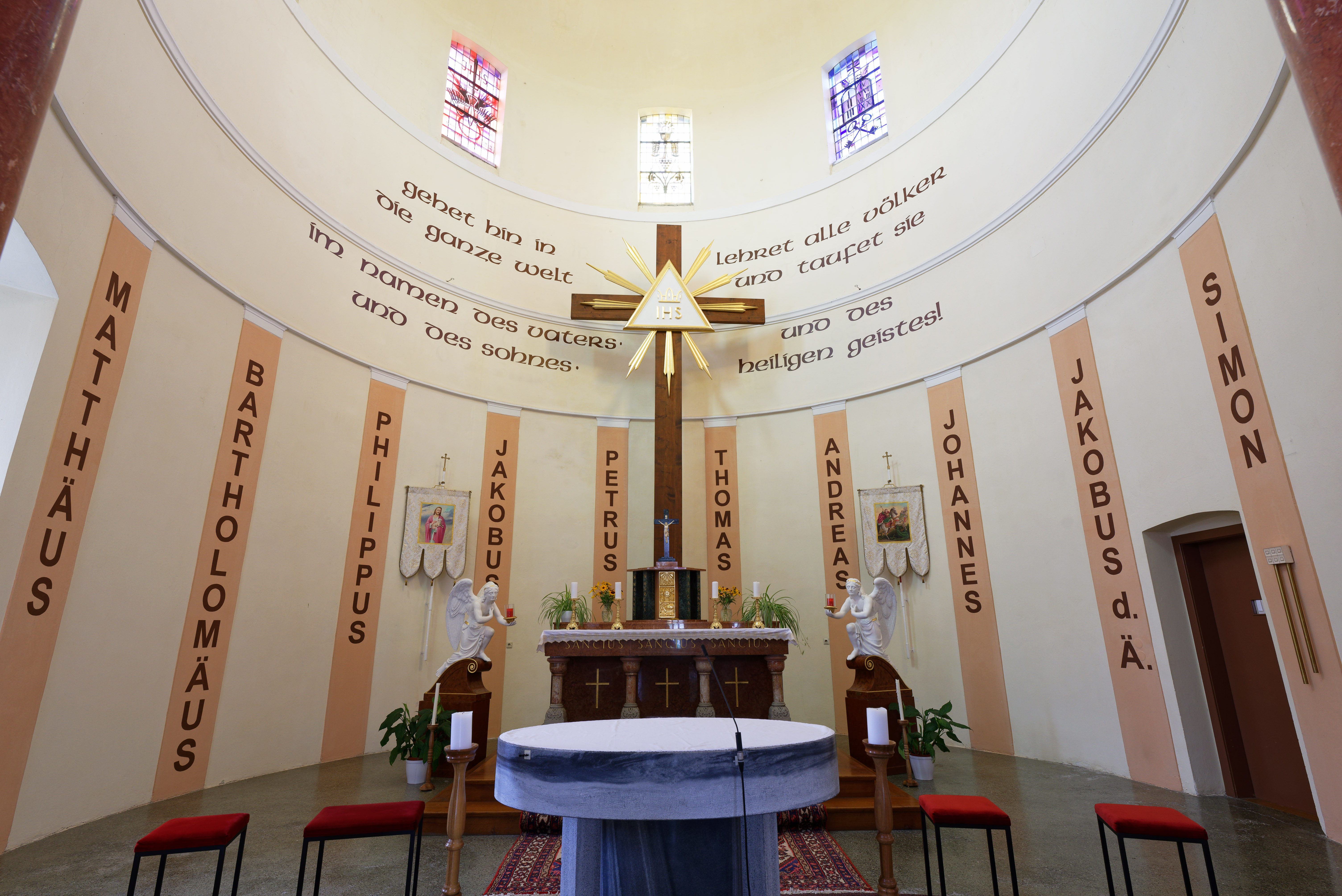
Ansicht des Hauptaltars

Die römisch-katholische Filialkirche Neubau steht am südöstlichen Rand der Ortschaft Neubau der Gemeinde Ladendorf im Bezirk Mistelbach in Niederösterreich. Sie ist der Heiligen Dreifaltigkeit geweiht und gehört als Filialkirche der Pfarre Niederkreuzstetten zum Dekanat Wolkersdorf im Vikariat Unter dem Manhartsberg der Erzdiözese Wien. Das Bauwerk steht unter Denkmalschutz.

## Geschichte
In den Jahren 1788/89 wurde eine Kapelle erbaut und 1807 eine der Heiligen Dreifaltigkeit geweihte Kirche errichtet. Die ursprüngliche Kirche stand auf einer Flyschsandstein-Bank. Diese stürzte infolge von Kellervortrieben am 29. Mai 1942 teilweise ein. Die Grundsteinlegung für neue, unweit der alten Kirche gelegenen Kirche, die von Dombaumeister Karl Holey entworfen wurde, erfolgte am 28. Mai 1950. Am 28. Oktober 1951 weihte Kardinal Theodor Innitzer den Neubau. Eine Renovierung erfolgte in den Jahren 1996 bis 2002.

## Baubeschreibung
Die Kirche hat ein schlichtes Langhaus unter einem Satteldach. Der Chor im Westen steht über einem kreisrunden Grundriss. Darüber ist eine Kuppel mit Laterne. Im Südwesten ist ein kreisrunder Kirchturm mit Kegeldach. Die Sakristei schließt im Norden an die Kirche an. Der Chor ist durch Rundbogenarkaden mit zwei Säulen zum Langhaus hin geöffnet. Die Glasfenster stammen von Hermann Bauch. Die Ausstattung stammt aus der Bauzeit.